# Sentimos las molestias
Sentimos las molestias es una serie española de comedia dramática creada, escrita y dirigida por Juan Cavestany y Álvaro Fernández Armero para Movistar Plus+. La serie está producida por la nueva productora de Cavestany, Cuidado con el perro TV, y está protagonizada por Antonio Resines y Miguel Rellán. La serie, que consiste de 12 capítulos, estuvo programada para estrenarse en febrero de 2022, pero fue retrasada de forma indefinida debido al estado de salud de Resines. Finalmente se estrenó el 8 de abril de 2022.
El 13 de julio de 2022, Movistar Plus+ renovó la serie por una segunda temporada.

## Trama
Rafael Müller (Antonio Resines) es un aclamado director de orquesta que mantiene una amistad de décadas con Rafael Jiménez (Miguel Rellán), una vieja gloria del rock que se resiste a colgar la guitarra. Los dos luchan por seguir encajando en un mundo velozmente joven que insiste en retirarles del tablero de juego, a pesar de que ellos se sienten todavía en plenas facultades.

## Reparto

### Reparto principal
- Antonio Resines como Rafael Müller
- Miguel Rellán como Rafael Jiménez
- Melina Matthews como Victoria
- María Casal como Elena

y la colaboración de
- Fiorella Faltoyano como Gloria

### Reparto secundario
- Peter Vives como Lombardo
- María Miguel como Irene
- Olga Hueso como Luisa
- Clairet Hernández como Idaila

con la colaboración especial de
- Tito Valverde como Pedro torres

## Capítulos

### Primera temporada (2022)
| N.º | Título       | Dirigido por                             | Escrito por                       | Fecha de lanzamiento original |
| --- | ------------ | ---------------------------------------- | --------------------------------- | ----------------------------- |
| 1   | «Episodio 1» | Álvaro Fernández Armero y Juan Cavestany | Álvaro F. Armero y Juan Cavestany | 8 de abril de 2022            |
| 2   | «Episodio 2» | Álvaro F. Armero y Juan Cavestany        | Álvaro F. Armero y Juan Cavestany | 8 de abril de 2022            |
| 3   | «Episodio 3» | Álvaro F. Armero y Juan Cavestany        | Álvaro F. Armero y Juan Cavestany | 8 de abril de 2022            |
| 4   | «Episodio 4» | Álvaro F. Armero y Juan Cavestany        | Álvaro F. Armero y Juan Cavestany | 8 de abril de 2022            |
| 5   | «Episodio 5» | Álvaro F. Armero y Juan Cavestany        | Álvaro F. Armero y Juan Cavestany | 8 de abril de 2022            |
| 6   | «Episodio 6» | Álvaro F. Armero y Juan Cavestany        | Álvaro F. Armero y Juan Cavestany | 8 de abril de 2022            |

### Segunda temporada (2023)
| N.º | Título       | Dirigido por                             | Escrito por                       | Fecha de lanzamiento original |
| --- | ------------ | ---------------------------------------- | --------------------------------- | ----------------------------- |
| 1   | «Episodio 1» | Juan Cavestany y Álvaro Fernández Armero | Juan Cavestany y Álvaro F. Armero | 30 de marzo de 2023           |
| 2   | «Episodio 2» | Álvaro F. Armero y Juan Cavestany        | Álvaro F. Armero y Juan Cavestany | 30 de marzo de 2023           |
| 3   | «Episodio 3» | Juan Cavestany y Álvaro F. Armero        | Juan Cavestany y Álvaro F. Armero | 30 de marzo de 2023           |
| 4   | «Episodio 4» | Álvaro F. Armero y Juan Cavestany        | Álvaro F. Armero y Juan Cavestany | 30 de marzo de 2023           |
| 5   | «Episodio 5» | Juan Cavestany y Álvaro F. Armero        | Juan Cavestany y Álvaro F. Armero | 30 de marzo de 2023           |
| 6   | «Episodio 6» | Juan Cavestany y Álvaro F. Armero        | Juan Cavestany y Álvaro F. Armero | 30 de marzo de 2023           |

## Producción
El 4 de junio de 2021, Movistar Plus+ (entonces Movistar+) anunció la producción de una nueva serie de comedia, Sentimos las molestias, protagonizada por Antonio Resines y Miguel Rellán. La serie fue creada por Juan Cavestany y Álvaro Fernández Armero, quienes anteriormente produjeron para la misma plataforma Vergüenza, la cual duró tres temporadas, que salieron entre 2017 y 2020. Está producida por la nueva productora de Cavestany, Cuidado con el Perro TV, en su primera serie de televisión, después de haber producido las películas Madrid, Inc. y Un efecto óptico.
El 13 de julio de 2022, Movistar Plus+ anunció que la serie había sido renovada por una segunda temporada.

## Marketing y lanzamiento
El 25 de noviembre de 2021, Movistar Plus+ lanzó un teaser de 27 segundos de la serie, en el cual se desveló que la serie se estrenará en febrero de 2022. El 18 de enero de 2022, la plataforma anunció que la serie sería retrasada de forma indefinida debido al estado de salud de Antonio Resines, quien había sido contagiado por el coronavirus el 22 de diciembre de 2021 y seguía en la UCI en ese entonces, siendo reemplazada en su lugar por la segunda temporada de Nasdrovia.
El 10 de marzo de 2022, se anunció que la serie finalmente se estrenaría el 8 de abril de 2022.